# Six variations en fa majeur (Mozart)
Les six variations en fa majeur pour piano sur un thème original, K. 54/Anh. 138a/547b, sont une œuvre pour piano de Wolfgang Amadeus Mozart, écrite à Vienne en juillet 1788. Le titre en allemand est Thema in F mit fünf Variationen (thème en fa majeur avec cinq variations).

## Liens avec laSonate pour piano en fa majeur, KV 547a
Ces variations constituent une œuvre pleine d'inconnues pour les musicologues. Pendant longtemps, elles ont été considérées comme authentiques, au moins dans une certaine mesure, et malgré l'existence d'une partie de l'autographe d'un des mouvements, les pièces dont elles sont composées, font l'objet de très rares discussions dans la littérature mozartienne et sont encore moins souvent enregistrées.
L'œuvre a été publiée pour la première fois par Breitkopf & Härtel dans le même volume que la Sonate pour piano en fa majeur (KV 547a). Ludwig von Köchel n'a jamais associé ces variations à cette sonate en deux mouvements, et les a placées dans la section principale de son catalogue des œuvres de Mozart avec le numéro KV 54. Suivant Otto Jahn, Köchel a daté les variations de 1768, prenant en considération leur « forme légère ».
Paul Waldersee, dans la seconde édition du Catalogue Köchel, a déplacé les variations de la section principale vers l'appendice, en leur donnant le numéro KV Anh. 138a, puisqu'elles étaient une transcription du troisième mouvement de la Sonate pour violon n.º 36 (KV 547). Les variations ont été à nouveau publiées par Breitkopf & Härtel en 1799.
Au début du XXe siècle est apparu un autographe des variations, où on a vu que la sixième variation avait été arrachée de la partition à la troisième mesure. Ainsi il manquait les quinze dernières mesures. D'autre part, la quatrième variation avait été éliminée. Alfred Einstein a estimé qu'il n'y avait pas de doute que c'était Mozart lui-même qui avait transcrit les deux premiers mouvements, puisque « tous les petits changements [que présentaient les variations] constituaient une amélioration du maître ». Einstein a pensé que Mozart a transcrit les variations pour former avec elles le troisième mouvement d'une sonate, et il a affirmé que cette adaptation avait été faite en 1790 ou 1791, puisqu'elle n'avait pas été publiée du vivant de Mozart.
Dans la Neue Mozart-Ausgabe, les variations ont été placées dans l'appendice. Kurt von Fischer a écrit dans l'étude critique de l'édition que la première édition des variations avait été réalisée par Artaria en 1795, ce qui l'amenait à penser qu'il était difficile de croire qu'elles ont été composées par Mozart.
Dans la sixième édition du Catalogue Köchel, les trois mouvements de la sonate sont inclus dans la même section, mais les deux premiers mouvements (qui gardaient le numéro KV 547a) ont été séparés des variations (alors numérotées KV 547b). Les éditeurs ont considéré que le rondo de la sonate était de manière définitive le dernier mouvement, et donc que les variations devaient être une œuvre à part. Pour appuyer cette affirmation, ils ont argumenté que la sonate présentait des caractéristiques différentes de celles des variations.
Dans l'édition de la Neue Mozart-Ausgabe de 1985, éditée par Wolfgang Plath et Wolfgang Rehm, on a décidé ne pas inclure la sonate KV 547a, en considérant qu'il n'existait pas de preuves suffisantes pour admettre son authenticité.

## Musique
- Thème : en fa majeur, à 
, 16 mesures, 2 sections répétées 2 fois (mesures 1 à 8, mesures 9 à 16)
- Les variations I à V ont 16 mesures, divisées en 2 sections répétées 2 fois (mesures 1 à 8, mesures 9 à 16)
- Variation IV est en fa mineur
- Variation V : traits de doubles croches à la main droite. Les cinq dernières mesures ont disparu et sont reconstituées à partir de la sonate pour violon et piano.

Durée de l'interprétation : Env. 7 min
Thème :